# France II
SV France II – pięciomasztowy bark, jeden z windjammerów, był jednym z największych żaglowców, jakie kiedykolwiek zbudowano.

## Historia i rejsy
Został zbudowany w 1911 r. we Francji, w Stoczni Chantiers et Ateliers de la Gironde w Bordeaux. Posiadał windy parowe do obsługi żagli i lin. Transportował rudy niklu z Nowej Kaledonii do Europy. W 1922 r. osiadł na rafie Ouano (Nowa Kaledonia) na Pacyfiku. W 1944 r. został zbombardowany przez lotnictwo amerykańskie i całkowicie jego wrak znikł pod wodą na pozycji nawigacyjnej 21°48′30″S 165°28′48″E/-21,808333 165,480000. 
W oparciu o oryginalne plany żaglowca "France II" został zaprojektowany, a w 2019 r. zbudowany, największy obecnie żaglowiec na świecie, SV Golden Horizon

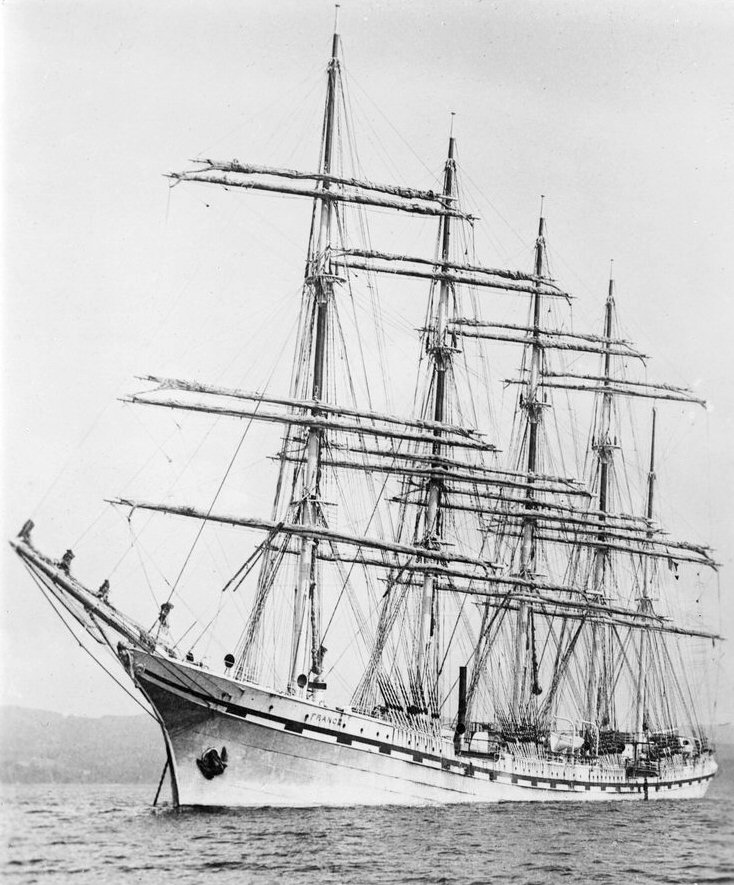
France II